# Cylichna thetidis
Cylichna thetidis es una especie de caracol marino o caracol burbuja, un molusco gasterópodo opistobranquio marino de la familia Cylichnidae, los caracoles burbuja de cáliz o caracoles burbuja de canoa.

## Distribución geográfica
Se encuentra  en Nueva Zelanda.